# Татари в България
Татари в България са малцинство на кримските татари и ногайските татари, живеещи в България. Според преброяването през 2001 г. в страната живеят 1803 татари. Повечето от тях идват в държавата през 1860-те. Според някои източници броят на татари, идващи през България през 1860-те години, е около 110 000, като по-късно част от тези хора емигрират. Регионите, в които живеят най-много живеят татари в България са около Варна, Пазарджик, Балчик и Шумен.